# Sant Martí de Pertegàs
Sant Martí de Pertegàs és una església de Sant Celoni (Vallès Oriental) inclosa a l'Inventari del Patrimoni Arquitectònic de Catalunya.

## Descripció
És un edifici religiós. Té una sola nau. Abans però sembla pels arcs tapiats que tenia naus laterals. Ara no té absis, però per les restes que queden a la part exterior es pot veure que hi havia almenys una sagristia. La façana té una porta amb arc de mig punt i a sobre una finestra d'arc de mig punt amb vidres. No està arrebossada ni pintada. L'interior és molt senzill i aquí sí que es veu els arcs que donaven accés a les naus laterals ara tapiades. La coberta és a dues vessants.

## Història
Aquesta parròquia de Sant Martí de Pertegàs s'ha volgut identificar amb l'esmentada en un privilegi de Lluís el Tartamut del 878 al bisbe Frodoí. La parròquia resultà aviat insuficient i fou refeta i ampliada el 1106, any de la seva consagració pel bisbe Berenguer. Fou de nou ampliada i reformada al segle xiv. Es trobava molt destruïda a mitjan segle xix i fou bastida després, aprofitant-ne algunes parets.
És la primera parròquia erigida al terme de Sant Celoni (Vallès Oriental), que ja es troba documentada al segle xi. Situada a tocar de la riera de Pertegàs, permetia atendre les necessitats del culte a les masies disperses que configuraven l'indret, abans que es formés el nucli actual de la vila. L'església, d'origen romànic, es va ampliar considerablement en el segle xiv, i a principis del xv s'hi va afegir la Rectoria, l'habitatge del rector de l'església, que dona nom al parc que està situat. D'aquesta època (1470) data la instal·lació del conegut com Retaule de Pertegàs, dedicat a santa Anna, sant Bartomeu apòstol i de santa Maria Magdalena, una obra d'estil gòtic de Jaume Huguet del que es conserven les taules cimeres al Museu Nacional d'Art de Catalunya, sota el nom de Martiri de sant Bartomeu, Calvari, mort de santa Maria Magdalena. Posteriorment (1634), el creixement de la vila en el nucli actual de Sant Celoni van fer que es decidís construir una nova parròquia, més cèntrica, també consagrada a Sant Martí.